# Судниковская волость
Судниковская волость — волость в составе Рузского и Волоколамского уездов Московской губернии. До 1917 года входила в Рузский уезд, затем была передана в Волоколамский, в составе которого и находилась до 1929 года. Центром волости была деревня Судниково.
В 1919 году из состава волости были выведены и переданы Осташёвской волости селения Ивановское, Клишино, Кузьминское, Малое Колышкино, Милованье, Новое Колышкино, Овнище, Сепелево, Свинухово, Скорякино, Спасское, Становище, Чертаново и Щекотово.
По данным 1921 года в Судниковской волости было 9 сельсоветов: Акуловский, Бутаковский, Вараксинский, Каменковский, Ново-Павловский, Сапегинский, Таболовский, Шитьковский, Якшинский.
В 1924 году из части Шитьковского с/с был образован Соснинский с/с, из части Якшинского — Судниковский. Упразднён Ново-Павловский с/с.
В 1925 году Вараксинский с/с был переименован в Шахаловский, Соснинский — во Власьевский, Якшинский — в Слядневский. Восстановлен Ново-Павловский с/с.
В 1926 году Шахаловский с/с был переименован в Вараксинский.
В 1927 году Слядневский с/с был переименован в Якшинский, Вараксинский — в Шахаловский.
В 1929 году Шахаловский с/с был переименован в Вараксинский.
По данным 1926 года в деревнях Акулово, Бутаково, Сапегино, Соснино, Судниково; сёлах Каменка, Сляднево имелись школы. В Судниково размещались диспансер, библиотека и изба-читальня.
В ходе реформы административно-территориального деления СССР в 1929 году Судниковская волость была упразднена, а её территория вошла в состав Волоколамского района.